# Classifica a squadre (Campionati mondiali di sollevamento pesi)
La classifica a squadre ai campionati mondiali di sollevamento pesi è una delle classifiche accessorie della manifestazione, istituita nel 1946. Consiste in una graduatoria che riguarda le gare individuali di ciascun atleta per le 16 categorie di competizione, 8 maschili e 8 femminili – dal 2018 al 2024 erano 20 categorie, 10 maschili e 10 femminili – in base alle quali si applica un sistema di punteggio.

## Storia
La classifica fu ideata a partire dalla 20ª edizione dei campionati organizzata dalla IWF e dalla 25ª edizione complessiva tenendo conto anche di quelli tenutesi dal 1891 al 1904. L'attuale classifica è stilata sulle prime 25 posizioni, con una sommatoria comprendente l'esercizio totale e le due specialità, lo strappo e lo slancio (fino al 1972 era presente la distensione lenta). 

## Sistema di punteggio
Nella storia della competizione il sistema di punteggio è cambiato per otto volte in base alle decisioni assunte nei vari congressi.

### 1946–1947
Il sistema di punteggio è basato sui punti distribuiti dal 1º al 3º posto solo per l'esercizio totale in base allo schema sotto elencato, adottato dal 1946 al 1947:
| Posizione   | Posizione | 1ª | 2ª | 3ª |
| Sommatoria  | Punti     | 3  | 2  | 1  |
| Totale      | Punti     | 3  | 2  | 1  |
| Distensione | Punti     | 0  | 0  | 0  |
| Strappo     | Punti     | 0  | 0  | 0  |
| Slancio     | Punti     | 0  | 0  | 0  |

### 1949–1957
Al congresso FIH di Londra, 1–7 agosto 1948, il sistema di punteggio è basato sui punti distribuiti dal 1º al 3º posto solo per l'esercizio totale in base allo schema sotto elencato, adottato dal 1949 al 1957:
| Posizione   | Posizione | 1ª | 2ª | 3ª |
| Sommatoria  | Punti     | 5  | 3  | 1  |
| Totale      | Punti     | 5  | 3  | 1  |
| Distensione | Punti     | 0  | 0  | 0  |
| Strappo     | Punti     | 0  | 0  | 0  |
| Slancio     | Punti     | 0  | 0  | 0  |

### 1957–1958
Al congresso FIHC di Teheran, 2–7 novembre 1957, il sistema di punteggio è basato sui punti distribuiti dal 1º al 6º posto solo per l'esercizio totale in base allo schema sotto elencato, adottato dal novembre 1957 al maggio 1958: 
| Posizione   | Posizione | 1ª | 2ª | 3ª | 4ª | 5ª | 6ª |
| Sommatoria  | Punti     | 10 | 6  | 4  | 3  | 2  | 1  |
| Totale      | Punti     | 10 | 6  | 4  | 3  | 2  | 1  |
| Distensione | Punti     | 0  | 0  | 0  | 0  | 0  | 0  |
| Strappo     | Punti     | 0  | 0  | 0  | 0  | 0  | 0  |
| Slancio     | Punti     | 0  | 0  | 0  | 0  | 0  | 0  |

### 1958–1972
A Tokyo, 3–24 maggio 1958, il sistema di punteggio è basato sui punti distribuiti dal 1º al 6º posto solo per l'esercizio totale in base allo schema sotto elencato, adottato da giugno 1958 al 1972: 
| Posizione   | Posizione | 1ª | 2ª | 3ª | 4ª | 5ª | 6ª |
| Sommatoria  | Punti     | 7  | 5  | 4  | 3  | 2  | 1  |
| Totale      | Punti     | 7  | 5  | 4  | 3  | 2  | 1  |
| Distensione | Punti     | 0  | 0  | 0  | 0  | 0  | 0  |
| Strappo     | Punti     | 0  | 0  | 0  | 0  | 0  | 0  |
| Slancio     | Punti     | 0  | 0  | 0  | 0  | 0  | 0  |

### 1973–1976
Nell'aprile 1973 il sistema di punteggio è basato sui punti distribuiti dal 1º al 10º posto solo per l'esercizio totale in base allo schema sotto elencato, adottato dal 1973 al 1976:
| Posizione  | Posizione | 1ª | 2ª | 3ª | 4ª | 5ª | 6ª | 7ª | 8ª | 9ª | 10ª |
| Sommatoria | Punti     | 12 | 9  | 8  | 7  | 6  | 5  | 4  | 3  | 2  | 1   |
| Totale     | Punti     | 12 | 9  | 8  | 7  | 6  | 5  | 4  | 3  | 2  | 1   |
| Strappo    | Punti     | 0  | 0  | 0  | 0  | 0  | 0  | 0  | 0  | 0  | 0   |
| Slancio    | Punti     | 0  | 0  | 0  | 0  | 0  | 0  | 0  | 0  | 0  | 0   |

### 1977–1983
Nel maggio 1977 il sistema di punteggio è la sommatoria dell'esercizio totale e delle due specialità in base allo schema sotto elencato, adottato dal 1977 al 1983:
| Posizione  | Posizione | 1ª | 2ª | 3ª | 4ª | 5ª | 6ª | 7ª | 8ª | 9ª | 10ª |
| Sommatoria | Punti     | 36 | 27 | 24 | 21 | 18 | 15 | 12 | 9  | 6  | 3   |
| Totale     | Punti     | 12 | 9  | 8  | 7  | 6  | 5  | 4  | 3  | 2  | 1   |
| Strappo    | Punti     | 12 | 9  | 8  | 7  | 6  | 5  | 4  | 3  | 2  | 1   |
| Slancio    | Punti     | 12 | 9  | 8  | 7  | 6  | 5  | 4  | 3  | 2  | 1   |

### 1984–1995
All'IWF Executive Board Meeting di Herzogenaurach,  6–12–14 gennaio 1984, e al Congresso IWF di Los Angeles, 27 luglio 1984, il sistema di punteggio è la sommatoria dell'esercizio totale e delle due specialità in base allo schema sotto elencato, adottato dal 1984 al 1995:
| Posizione  | Posizione | 1ª | 2ª | 3ª | 4ª | 5ª | 6ª | 7ª | 8ª | 9ª | 10ª | 11ª | 12ª | 13ª | 14ª | 15ª |
| Sommatoria | Punti     | 48 | 42 | 39 | 36 | 33 | 30 | 27 | 24 | 21 | 18  | 15  | 12  | 9   | 6   | 3   |
| Totale     | Punti     | 16 | 14 | 13 | 12 | 11 | 10 | 9  | 8  | 7  | 6   | 5   | 4   | 3   | 2   | 1   |
| Strappo    | Punti     | 16 | 14 | 13 | 12 | 11 | 10 | 9  | 8  | 7  | 6   | 5   | 4   | 3   | 2   | 1   |
| Slancio    | Punti     | 16 | 14 | 13 | 12 | 11 | 10 | 9  | 8  | 7  | 6   | 5   | 4   | 3   | 2   | 1   |

### 1996–attuale
All'IWF Executive Board Meeting di Varsavia, tenutosi il 7 gennaio e nel maggio 1996, il sistema di punteggio è la sommatoria dell'esercizio totale e delle due specialità in base allo schema sotto elencato, adottato dal 1996 e tuttora vigente.
Da rilevare che al Congresso IWF di Atene tenutosi il 10 e 11 dicembre 1996,  la classifica a squadre viene sospesa per due anni (1996 e 1997) per casi di doping; i punteggi furono calcolati ma i titoli non vennero assegnati.
| Posizione  | Posizione | 1ª | 2ª | 3ª | 4ª | 5ª | 6ª | 7ª | 8ª | 9ª | 10ª | 11ª | 12ª | 13ª | 14ª | 15ª | 16ª | 17ª | 18ª | 19ª | 20ª | 21ª | 22ª | 23ª | 24ª | 25ª |
| Sommatoria | Punti     | 84 | 75 | 69 | 66 | 63 | 60 | 57 | 54 | 51 | 48  | 45  | 42  | 39  | 36  | 33  | 30  | 27  | 24  | 21  | 18  | 15  | 12  | 9   | 6   | 3   |
| Totale     | Punti     | 28 | 25 | 23 | 22 | 21 | 20 | 19 | 18 | 17 | 16  | 15  | 14  | 13  | 12  | 11  | 10  | 9   | 8   | 7   | 6   | 5   | 4   | 3   | 2   | 1   |
| Strappo    | Punti     | 28 | 25 | 23 | 22 | 21 | 20 | 19 | 18 | 17 | 16  | 15  | 14  | 13  | 12  | 11  | 10  | 9   | 8   | 7   | 6   | 5   | 4   | 3   | 2   | 1   |
| Slancio    | Punti     | 28 | 25 | 23 | 22 | 21 | 20 | 19 | 18 | 17 | 16  | 15  | 14  | 13  | 12  | 11  | 10  | 9   | 8   | 7   | 6   | 5   | 4   | 3   | 2   | 1   |

## Albo d'oro

### Maschili 1946–1986
| Anno | Città             |                     | Maschili             | Maschili            | Maschili |
| Anno | Città             | 1                   | 2                    | 3                   |          |
| 1946 | Parigi            | Stati Uniti 11      | Unione Sovietica 9   | Egitto 6            |          |
| 1947 | Filadelfia        | Stati Uniti 27      | Corea del Sud 3      | Guyana britannica 2 |          |
| 1949 | Scheveningen      | Egitto 18           | Stati Uniti 17       | Iran 7              |          |
| 1950 | Parigi            | Stati Uniti 18      | Egitto 15            | Unione Sovietica 14 |          |
| 1951 | Milano            | Stati Uniti 29      | Egitto 16            | Iran 11             |          |
| 1953 | Stoccolma         | Unione Sovietica 24 | Stati Uniti 22       | Egitto 8            |          |
| 1954 | Vienna            | Unione Sovietica 29 | Stati Uniti 23       | Iran 4              |          |
| 1955 | Monaco di Baviera | Unione Sovietica 29 | Stati Uniti 25       | Egitto 4            |          |
| 1957 | Teheran           | Unione Sovietica 33 | Stati Uniti 9        | Iran 9              |          |
| 1958 | Stoccolma         | Unione Sovietica 45 | Stati Uniti 34       | Iran 17             |          |
| 1959 | Varsavia          | Unione Sovietica 43 | Polonia 29           | Stati Uniti 22      |          |
| 1961 | Vienna            | Unione Sovietica 42 | Stati Uniti 24       | Ungheria 19         |          |
| 1962 | Budapest          | Unione Sovietica 39 | Ungheria 28          | Stati Uniti 26      |          |
| 1963 | Stoccolma         | Unione Sovietica 38 | Ungheria 25          | Polonia 24          |          |
| 1964 | Tokyo             | Unione Sovietica 43 | Ungheria 28          | Polonia 25          |          |
| 1965 | Teheran           | Polonia 34          | Unione Sovietica 32  | Giappone 18         |          |
| 1966 | Berlino Est       | Unione Sovietica 39 | Polonia 29           | Ungheria 24         |          |
| 1968 | Città del Messico | Unione Sovietica 39 | Polonia 28           | Giappone 21         |          |
| 1969 | Varsavia          | Unione Sovietica 40 | Polonia 25           | Ungheria 25         |          |
| 1970 | Columbus          | Unione Sovietica 39 | Polonia 24           | Ungheria 17         |          |
| 1971 | Lima              | Unione Sovietica 51 | Polonia 24           | Bulgaria 23         |          |
| 1972 | Monaco di Baviera | Bulgaria 38         | Unione Sovietica 30  | Ungheria 27         |          |
| 1973 | L'Avana           | Unione Sovietica 96 | Bulgaria 78          | Ungheria 50         |          |
| 1974 | Manila            | Bulgaria 78         | Unione Sovietica 74  | Polonia 51          |          |
| 1975 | Mosca             | Unione Sovietica 90 | Bulgaria 78          | Polonia 62          |          |
| 1976 | Montréal          | Unione Sovietica 93 | Bulgaria 59          | Germania Est 51     |          |
| 1977 | Stoccarda         |                     |                      |                     |          |
| 1978 | Gettysburg        |                     |                      |                     |          |
| 1979 | Salonicco         |                     |                      |                     |          |
| 1980 | Mosca             |                     |                      |                     |          |
| 1981 | Lilla             |                     |                      |                     |          |
| 1982 | Lubiana           |                     |                      |                     |          |
| 1983 | Mosca             |                     |                      |                     |          |
| 1984 | Los Angeles       |                     |                      |                     |          |
| 1985 | Södertälje        |                     |                      |                     |          |
| 1986 | Sofia             | Bulgaria 449        | Unione Sovietica 388 | Ungheria 319        |          |

### Maschili e femminili 1987–2024
| Anno | Città                 |                              | Maschili          | Maschili           | Maschili                     |                    | Femminili         | Femminili | Femminili |
| Anno | Città                 | 1                            | 2                 | 3                  | 1                            | 2                  | 3                 |           |           |
| 1987 | Ostrava Daytona Beach |                              |                   |                    |                              |                    |                   |           |           |
| 1988 | Giacarta              | non disputati                | non disputati     | non disputati      |                              |                    |                   |           |           |
| 1989 | Atene Manchester      |                              |                   |                    |                              |                    |                   |           |           |
| 1990 | Budapest Sarajevo     |                              |                   |                    |                              |                    |                   |           |           |
| 1991 | Donaueschingen        |                              |                   |                    |                              |                    |                   |           |           |
| 1992 | Varna                 | non disputati                | non disputati     | non disputati      |                              |                    |                   |           |           |
| 1993 | Melbourne             |                              |                   |                    |                              |                    |                   |           |           |
| 1994 | Istanbul              |                              |                   |                    |                              |                    |                   |           |           |
| 1995 | Canton                |                              |                   |                    |                              |                    |                   |           |           |
| 1996 | Varsavia              | non disputati                | non disputati     | non disputati      |                              |                    |                   |           |           |
| 1997 | Chiang Mai            | Cina 643                     | Bulgaria 521      | Turchia 507        | Cina 666                     | Birmania 510       | India 508         |           |           |
| 1998 | Lahti                 | Grecia 566                   | Bulgaria 566      | Cina 428           | Cina 508                     | Taipei cinese 453  | Ungheria 328      |           |           |
| 1999 | Il Pireo              | Grecia 581                   | Bulgaria 465      | Cina 437           | Cina 530                     | Taipei cinese 392  | Bulgaria 374      |           |           |
| 2001 | Adalia                | Russia 523                   | Turchia 476       | Bulgaria 462       | Cina 455                     | Russia 426         | Turchia 423       |           |           |
| 2002 | Varsavia              | Cina 484                     | Bulgaria 482      | Turchia 410        | Cina 494                     | Russia 414         | Ungheria 322      |           |           |
| 2003 | Vancouver             | Cina 541                     | Turchia 509       | Russia 395         | Cina 474                     | Thailandia 425     | Bulgaria 418      |           |           |
| 2005 | Doha                  | Cina 595                     | Russia 545        | Bulgaria 314       | Cina 555                     | Russia 505         | Thailandia 447    |           |           |
| 2006 | Santo Domingo         | Russia 510                   | Cina 457          | Polonia 440        | Russia 520                   | Cina 514           | Corea del Sud 437 |           |           |
| 2007 | Chiang Mai            | Cina 523                     | Bulgaria 520      | Russia 501         | Cina 565                     | Russia 450         | Thailandia 390    |           |           |
| 2009 | Goyang                | Cina 623                     | Corea del Sud 517 | Azerbaigian 369    | Cina 514                     | Corea del Sud 432  | Turchia 408       |           |           |
| 2010 | Adalia                | Russia 521                   | Cina 453          | Polonia 433        | Cina 522                     | Kazakistan 419     | Russia 384        |           |           |
| 2011 | Parigi                | Cina 569                     | Iran 500          | Russia 479         | Cina 510                     | Russia 509         | Kazakistan 444    |           |           |
| 2013 | Breslavia             | Russia 589                   | Cina 513          | Iran 450           | Cina 505                     | Russia 441         | Colombia 364      |           |           |
| 2014 | Almaty                | Cina 558                     | Russia 443        | Corea del Nord 420 | Cina 527                     | Thailandia 481     | Russia 454        |           |           |
| 2015 | Houston               | Russia 422                   | Cina 385          | Colombia 378       | Cina 558                     | Kazakistan 431     | Thailandia 374    |           |           |
| 2017 | Anaheim               | Iran 512                     | Corea del Sud 457 | Uzbekistan 355     | Thailandia 496               | Colombia 473       | Stati Uniti 472   |           |           |
| 2018 | Aşgabat               | Cina 724                     | Bielorussia 468   | Iran 452           | Cina 797                     | Kazakistan 488     | Russia 483        |           |           |
| 2019 | Pattaya               | Cina 700                     | Bielorussia 505   | Corea del Sud 491  | Cina 786                     | Corea del Nord 511 | Stati Uniti 482   |           |           |
| 2021 | Tashkent              | Fed. Russa di Soll. pesi 581 | Iran 548          | Uzbekistan 525     | Fed. Russa di Soll. pesi 507 | Corea del Sud 498  | India 442         |           |           |
| 2022 | Bogotà                | Colombia 620                 | Georgia 528       | Cina 507           | Cina 750                     | Stati Uniti 609    | Colombia 608      |           |           |
| 2023 | Riad                  | Armenia 522                  | Cina 492          | Iran 458           | Colombia 619                 | Stati Uniti 559    | Cina 554          |           |           |
| 2024 | Manama                | Cina 566                     | Iran 560          | Corea del Nord 495 | Corea del Nord 776           | Cina 713           | Colombia 566      |           |           |
| 2025 | Førde                 |                              |                   |                    |                              |                    |                   |           |           |